# 강화 전등사 철종
강화 전등사 철종(江華 傳燈寺 鐵鍾)은 인천광역시 강화군 전등사에 있는 북송 시대의 철종이다. 1963년 9월 2일 대한민국의 보물 제393호로 지정되었다. 2020년을 기준으로 대한민국의 보물들 중에서 한국과 문화의 연관성이 전혀 없는 유물은 권응수장군유물-장검(일본 장검) 및 고대 그리스 청동 투구와 함께 단 3개뿐이다.

## 역사
중국 송나라(북송) 시대인 1097년에 회주 숭명사에서 무쇠로 만든 중국 철종이다. 제2차 세계 대전 당시 일본군이 병기를 만들려고 부평 병기창에 갖다 놓은 것을 광복 후에 전등사로 옮겨 놓았다.
형태와 조각 수법에서 중국 종의 모습을 한 높이 1.64m, 입지름 1m의 종으로 한국의 종과는 약간의 차이를 보이고 있다. 종 꼭대기에는 두마리의 용이 서로 등지고 웅크려서 종의 고리를 이루고 있고, 소리의 울림을 돕는 음통은 없다. 몸통 위 부분에는 8괘를 돌려가며 나열하고, 그 밑으로 종을 크게 두 부분으로 나누어 각각 8개의 정사각형을 돌렸다. 이 정사각형 사이에는 명문을 새겼는데, 이 명문으로 중국 하남성 백암산 숭명사의 종이라는 것과 북송 철종 4년, 곧 고려 숙종 2년(1097년)에 주조되었음을 알 수 있다. 
전체적인 종의 형태가 웅장하고 소리가 청아하며 중국 종 연구에도 귀중한 자료가 되고 있는 문화재이다. 

## 현지 안내문

### 국문 설명
전등사 철종
傳燈寺 鐵鍾
보물 제393호
전등사 철종은 중국 송나라 때 회주 숭명사에서 무쇠로 만든 중국 종이다. 2차 대전 당시 일본군이 병기를 만들려고 지금의 인천광역시 부평 병기창에 갖다 놓은 것을 광복 후에 이곳으로 옮겼다. 종의 꼭대기에는 용 두 마리로 만든 종 고리가 있다. 종의 몸통 윗부분에는 팔괘가 있으며, 그 밑으로 종을 크게 두 부분으로 나누어 각각 정사각형 여덟 개를 새겼다. 이 정사각형 안에는 중국 하남성 백암산 숭명사의 종이라는 것과 북송 철종 4년(1097)에 만들었다는 내용이 기록되어 있다.

### 영문 설명
Iron Bell of Jeondeungsa Temple
Treasure No. 393
This iron bell was made in 1097 at Chongming Temple (崇明寺) on Baiyun Mountain in Henan Province, China. It came to Korea as a part of the forced exploitation of metal resources among the colonies of the Japanese empire in the early 20th century. After Korea’s liberation from colonial rule in 1945, the bell was discovered in a military equipment warehouse in Bupyeong and moved to Jeondeungsa Temple to be preserved.
The cannon at the top of this bell, by which it is hung, is decorated with twin dragon heads. The top of the bell’s body is decorated with the eight diagrams of Daoist cosmology, below which are two rows of eight squares with inscriptions written inside of them. Among the inscriptions are records of the year and location in which the bell was made.

## 같이 보기
- 전등사

## 참고 자료
- 강화 전등사 철종 - 국가유산청 국가유산포털
- 인천역사문화총서40, 《인천의 문화유산을 찾아서》, 인천광역시 역사자료관, 전등사 범종, 24쪽